# Багряна крапля
Багряна крапля (англ. The Scarlet Drop) — американський вестерн режисера Джона Форда 1918 року.

## У ролях
- Гаррі Кері — Гаррі Рідж
- Моллі Мелоун — Моллі Калверт
- Вестер Пегг — Марлі Калверт
- Бетті Шод — Бетті Калверт
- Міллард К. Вілсон — Грем Ліон
- Марта Меттокс — Мамочка
- Стів Клементе — Бак